# Carmen Electra
Tara Leigh Patrick (Sharonville, 20 de abril de 1972) (nome artístico: Carmen Electra) é uma modelo, atriz e cantora dos Estados Unidos. Sua mãe era cantora e seu pai guitarrista. Ela começou sua carreira como cantora depois de se mudar para Minneapolis, onde conheceu Prince, que produziu seu primeiro álbum de estúdio autointitulado, lançado em 1993. Electra começou a trabalhar como modelo em 1996 com aparições na revista Playboy, antes de se mudar para Los Angeles, onde ela teve sua descoberta como atriz interpretando Lani McKenzie na série dramática de ação Baywatch (1997–1998).

## Vida pregressa
Tara nasceu em Sharonville, Ohio e viveu em Sharonville, Ohio. Ela é a filha de Patricia, e Harry Patrick, uma animadora e um guitarrista. Sua mãe morreu de um tumor cerebral, em 1998. Debbie, sua irmã mais velha, morreu de um ataque cardíaco também em 1998. Tara é formada no Colégio de Princeton, em Sharonville. Ela tem ascendência irlandesa e alemã.

## Carreira
Carmen Electra iniciou sua carreira profissional em 1990 como dançarina no Kings Island em Mason (Ohio), apresentando-se no show "It's Magic", um dos shows mais populares da história do parque. Em 1991, ela se mudou para Minneapolis, Minnesota, onde conheceu o cantor e compositor Prince. Logo depois, Electra assinou um contrato de gravação com a Prince's Paisley Park Records e fez sua estreia como cantora com seu primeiro álbum de estúdio autointitulado em 1993, e seria seu único lançamento de álbum. Durante seu tempo na Paisley Park Records, ela se tornou oficialmente conhecida como Carmen Electra.
Em maio de 1996, ela apareceu em uma sessão de fotos nua na revista Playboy, a primeira de várias. Electra apareceu na Playboy mais quatro vezes: junho de 1997, dezembro de 2000, abril de 2003 e a edição de aniversário de janeiro de 2009. Ela estava na capa das últimas três dessas edições.
Electra mudou-se para Los Angeles, onde fez sua estreia como atriz na comédia independente de terror American Vampire (1997). Em 1997, ela foi escalada como Lani McKenzie na série dramática americana Baywatch. O papel durou um ano e ajudou a estabelecê-la como um Símbolo sexual, que durou desde o final dos anos 1990 e os anos 2000. No mesmo ano, ela começou a apresentar o Singled Out da MTV.

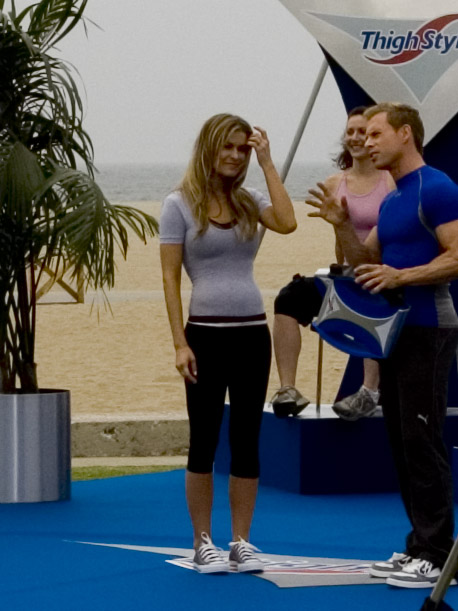
Electra fazendo um infomercial para o "Thigh Styler"

Em 1999, ela apareceu no videoclipe The Inevitable Return Of The Great White Dope da banda Bloodhound Gang. Nesse mesmo ano ela apareceu no filme O Amor Segundo um Extraterrestre.
Em 2000, Electra estrelou o filme de paródia de comédia de terror Todo Mundo em Pânico como Drew Decker, uma personagem paródia de Casey Becker do filme Pânico (1996). O filme foi um sucesso comercial, e gerou uma franquia de cinco filmes, teve um enorme número de fãs e ganhou o status Cult. Mais tarde, ela estrelou como Holly em Todo Mundo em Pânico 4 (2006), o quarto filme da franquia, que detém o recorde de bilheteria de melhor estreia no fim de semana de Páscoa. Electra reprisou o papel de Lani McKenzie no Telefilme Baywatch: Hawaiian Wedding em 2003.
Em 2004, ela apareceu no filme Starsky & Hutch, um remake da série de TV Starsky and Hutch dos anos 70, que foi um sucesso comercial. Pelo papel, ela ganhou um MTV Movie Award de Melhor Beijo. Electra apareceu como personagem no jogo de videogame Def Jam: Fight for New York e como um dos desafios de celebridades no jogo ESPN NFL 2K5, ambos também em 2004.
Em 2005, Electra estrelou o filme de comédia familiar Doze É Demais - 2, que recebeu críticas negativas da crítica, embora tenha sido um sucesso moderado de bilheteria e o desempenho de Electra tenha sido elogiado, com Andrea Gronvall do Chicago Reader escrevendo que ela era "a artista mais vencedora do grupo". Também em 2005, ela apareceu em um episódio de House no qual ela se retratou como uma jogadora de golfe e agricultora ferida. Nesse mesmo ano, ela se juntou ao elenco de dublagem da série animada Tripping the Rift, substituindo Gina Gershon como a voz do andróide "Six".

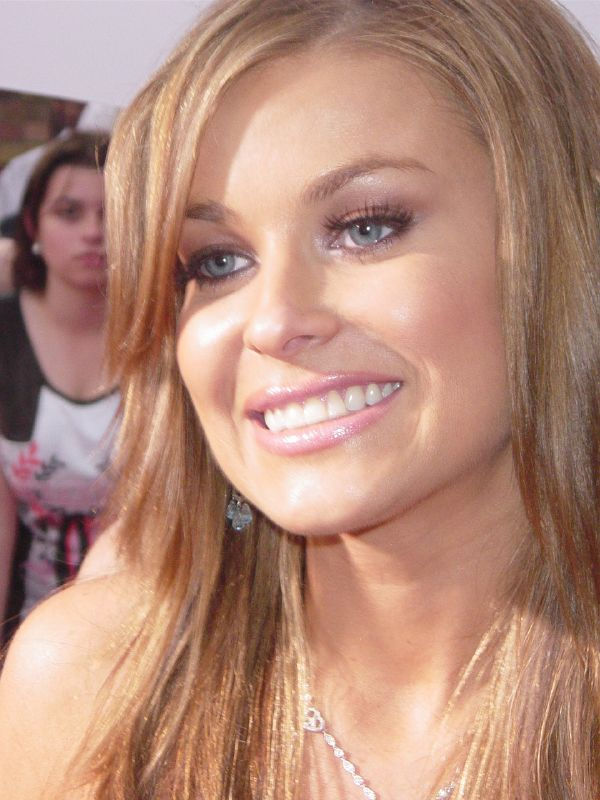
Electra em 2005 no MTV Movie & TV Awards

Em 2006 ela apareceu em Uma Comédia Nada Romântica. Ela ocasionalmente se apresentava com As Pussycat Dolls, principalmente como convidada especial do grupo quando elas dividiram o palco com artistas como Patti LaBelle e Deborah Harry no VH1 Divas 2004.
Em 2007, ela se tornou uma autora publicada com o lançamento de seu livro, How to Be Sexy. Electra continuou a aparecer em filmes de paródia, principalmente Deu a Louca em Hollywood em 2007 e Espartalhões e Super-Heróis - A Liga da Injustiça em 2008. Ela apareceu em alguns vídeos paródias de Lonelygirl15 que anunciavam o Deu a Louca em Hollywood. Todos esses filmes foram sucessos comerciais.
Electra apareceu como jurada convidada na 8ª temporada de So You Think You Can Dance em 6 de julho de 2011. Ela apareceu junto com os juízes regulares do programa com Nigel Lythgoe, Mary Murphy e Travis Wall.

## Imagem pública

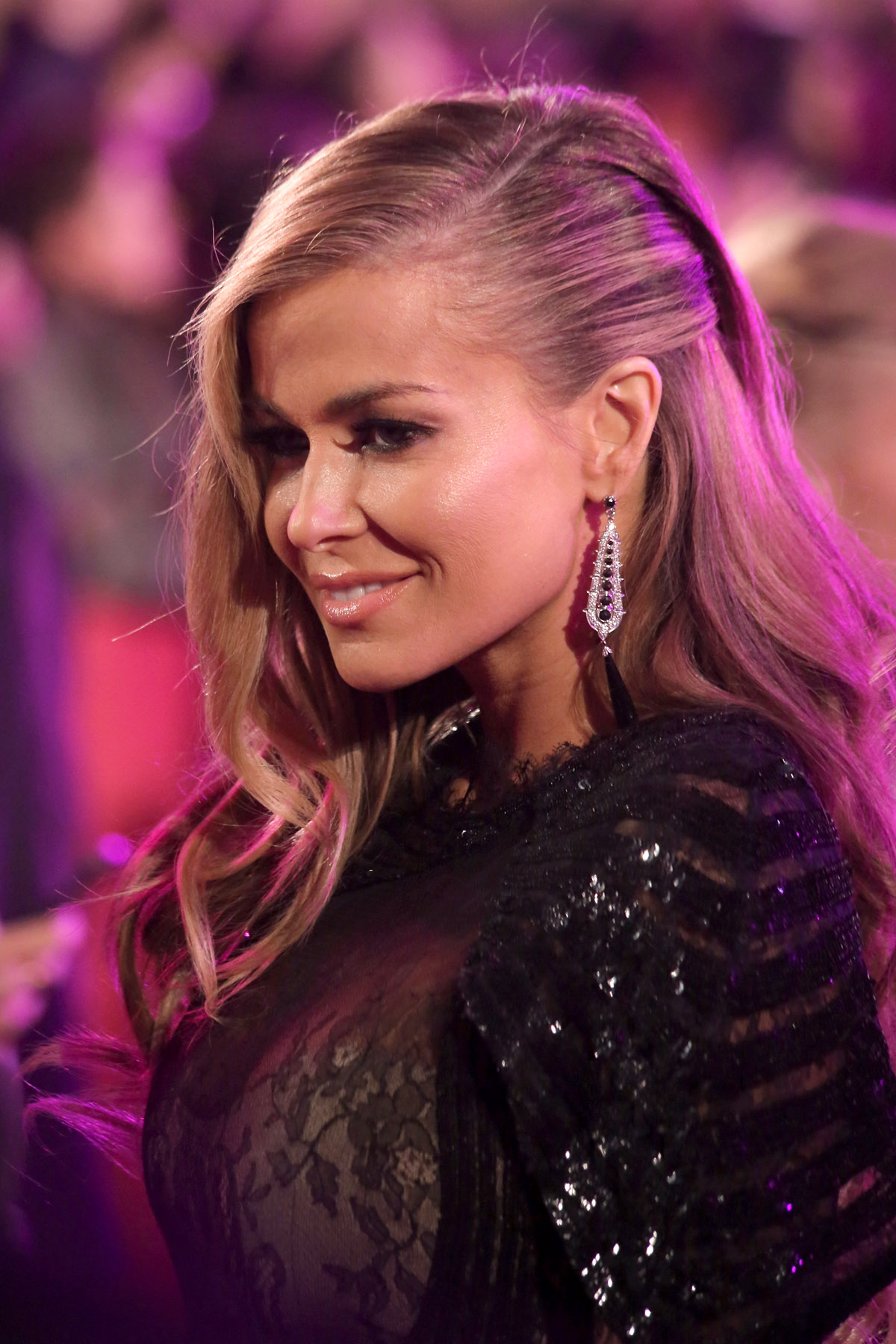
Carmen Electra em 2013

Electra é frequentemente destacada por sua aparência e foi considerada um "Símbolo sexual" e "ícone da cultura pop".
Carmen Electra organizou uma arrecadação de fundos para a Head to Hollywood, uma organização sem fins lucrativos que oferece apoio a sobreviventes de Tumor cerebral. Outras instituições de caridade que ela apóia incluem a Elevate Hope, uma instituição de caridade que apóia crianças abusadas e abandonadas, e a HollyRod Foundation, que fornece apoio médico, físico e emocional para aqueles que sofrem de circunstâncias debilitantes da vida, especialmente a Doença de Parkinson.
Ela foi modelo das capas dos quadrinhos Razor e Ladies of London Night da London Night Studios. Em 1997, Electra apareceu como o rosto e porta-voz dos cosméticos Max Factor em seus anúncios de televisão e impressos. De 2004 a 2005, ela apareceu em comerciais para os produtos Maxim Men's Hair Color.
Em 2002, uma espécie extinta de mosca foi nomeada Carmenelectra shechisme em homenagem ao "esplêndido Plano corporal" de Electra.
Em 2005, ela começou a Naked Women's Wrestling League, atuando como comissária da promoção de luta livre profissional. Ela também apareceu com frequência em comerciais da Taco Bell a partir do mesmo ano.
Em 2006, a Electra assinou contrato como porta-voz da Ritz Camera Centers , aparecendo em seus anúncios de televisão e impressos com o CEO David Ritz. Ela é a garota da capa mais velha da história da publicação da revista FHM.
Em 2019, The Golden Banana, um clube de strip localizado em Peabody (Massachusetts), usou a imagem de Electra nas redes sociais sem seu consentimento, o que a levou, entre outras celebridades cujas imagens também foram usadas sem permissão, a lançar um batalha judicial contra o estabelecimento.
Em 2020, depois que Electra apareceu na aclamada minissérie-documentário The Last Dance, onde ela discutiu seu relacionamento de curta duração com Dennis Rodman. O site de vídeos pornográficos Pornhub informou que seu nome foi pesquisado no site mais de 1,7 milhão de vezes, muito mais do que a média de 150.000 pesquisas que seu nome recebeu anteriormente.
Em 2022, Electra criou uma conta no OnlyFans, afirmando "Eu, pela primeira vez, tenho a oportunidade de ser meu próprio chefe e ter minha própria visão criativa para compartilhar com meus fãs sem que ninguém fique em cima de mim".

## Vida pessoal

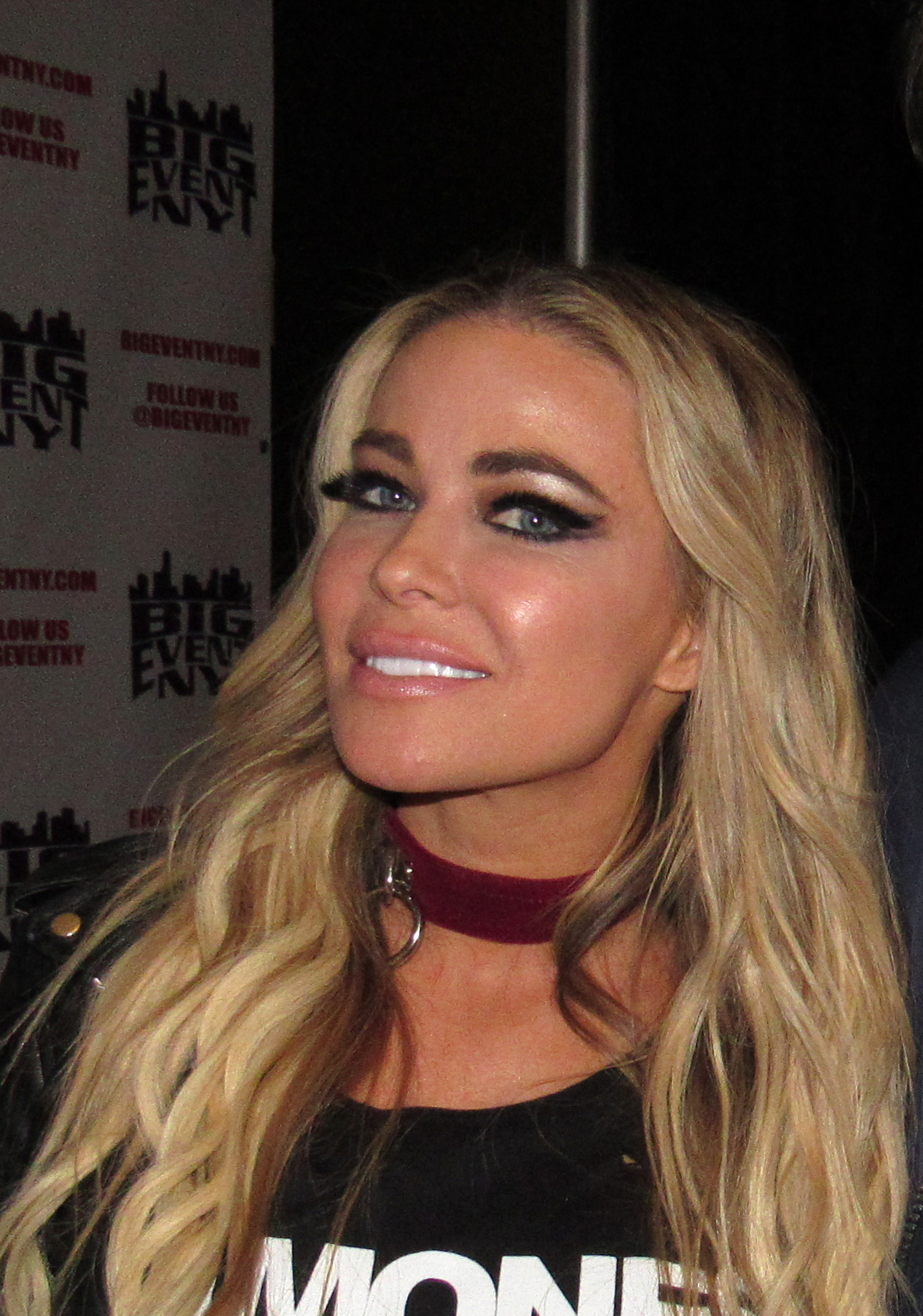
Electra em 2018

Em agosto de 1998, a mãe de Electra morreu de câncer no cérebro e, duas semanas depois, sua irmã mais velha, Debbie, morreu de ataque cardíaco. Durante este tempo, Electra estava namorando o astro da NBA Dennis Rodman. Ela e Rodman se casaram em novembro de 1998 na Little Chapel of the Flowers em Las Vegas, Nevada. Nove dias depois, Rodman entrou com um pedido de anulação, alegando que ele estava "mentalmente doente" quando o casal se casou. Electra explicou: "É fácil ser pego em um momento. Você acha que é romântico, mas então você percebe, Deus, nós fizemos isso em Las Vegas? É como comer um cheeseburger em um restaurante fast-food". O casal se reconciliou e celebrou a véspera de Ano Novo juntos, mas quatro meses depois eles concordaram mutuamente em terminar o casamento em abril de 1999 sob "circunstâncias amigáveis".
Em novembro de 1999, Electra e Rodman foram presos por se agredirem depois que a polícia foi notificada sobre uma Violência doméstica em um hotel de Miami Beach. Eles foram libertados sob fiança de $2.500 cada e ordenados a ficar longe um do outro. As acusações acabaram sendo retiradas. Cinco anos depois, Electra deu uma entrevista à Glamour no qual ela admitiu que se casou com Rodman em 1998 em resposta direta à dor emocional entorpecente de ter perdido a mãe e a irmã: "Eu estava apenas fingindo. Estava completamente entorpecido. Na época, eu estava namorando Dennis Rodman. Ele era uma pessoa tão divertida de se estar por perto, e saíamos todas as noites. Lembro-me de pensar, esta é a minha saída. Vou apenas me divertir e não vou me preocupar com nada. Logo após minha mãe e irmã morreram, eu voei para Las Vegas com Dennis e me casei. Acho que estava tentando me apegar a tudo o que tinha. Perdi minha mãe e minha irmã; não queria perder mais ninguém.".
Em 22 de novembro de 2003, Electra casou-se com Dave Navarro, guitarrista principal da banda de rock Jane's Addiction. O casal documentou seu namoro e casamento em um reality show da MTV chamado Til Death Do Us Part: Carmen and Dave. Em 17 de julho de 2006, ela e Navarro anunciaram sua separação, e Electra pediu o divórcio em 10 de agosto de 2006; foi finalizado em 20 de fevereiro de 2007.
Em abril de 2008, o representante de Electra confirmou que ela estava noiva de Rob Patterson , membro da banda de nu metal Otep e da banda de hard rock Filter. Apesar de permanecerem noivos por vários anos, o casal não se casou e, em 2012, ela apareceu como uma das celebridades solteiras no programa de namoro de TV The Choice.

## Filmografia

### Cinema
| Ano  | Título                              | Papel              | Notas          |
| ---- | ----------------------------------- | ------------------ | -------------- |
| 1997 | American Vampire                    | Sulka              |                |
| 1997 | A Guerra do Hambúrguer              | Roxanne            |                |
| 1998 | Starstruck                          | Iona Shirley       |                |
| 1998 | The Chosen One: Legend of the Raven | McKenna Ray        |                |
| 1999 | O Amor Segundo um Extraterrestre    | Jenny Smith        |                |
| 1999 | Vacanze di Natale 2000              | Esmeralda          |                |
| 2000 | Todo Mundo em Pânico                | Drew Decker        |                |
| 2001 | Sol Goode                           | Treasure           |                |
| 2001 | Perfume                             | Simone             |                |
| 2001 | Volta por Cima                      | Moira              |                |
| 2002 | Rent Control                        | Audrey             |                |
| 2002 | Naked Movie                         | Ela mesma          |                |
| 2003 | Grande Menina, Pequena Mulher       | Celebridade        |                |
| 2003 | A Filha do Chefe                    | Tina               |                |
| 2004 | Starsky & Hutch - Justiça em Dobro  | Staci              |                |
| 2004 | Mr. 3000                            | Ela mesma          |                |
| 2004 | Max Havoc: Curse of the Dragon      | Debbie             |                |
| 2005 | Dirty Love                          | Michelle Lopez     |                |
| 2005 | Lil' Pimp                           | Honeysack (voz)    |                |
| 2005 | Doze É Demais - 2                   | Serena Murtaugh    |                |
| 2005 | Searching for Bobby D               | Rebecca            |                |
| 2006 | Uma Comédia Nada Romântica          | Anne               |                |
| 2006 | Todo Mundo em Pânico 4              | Holly              |                |
| 2006 | Hot Tamale                          | Riley              |                |
| 2006 | Tudo pela Fama                      | Ela mesma          | Cameo          |
| 2006 | Universidade do Prazer              | Ela mesma          |                |
| 2007 | Deu a Louca em Hollywood            | Mística            |                |
| 2007 | Loucos por Ela                      | Candy Fiveways     |                |
| 2007 | Saindo de Uma Fria                  | Ela mesma          |                |
| 2008 | Um Natal Milionário                 | Ginger Peachum     |                |
| 2008 | Um Faz de Conta Que Acontece        | Mulher da Ferrari  |                |
| 2008 | Espartalhões                        | Gorgo              |                |
| 2008 | Super-Heróis - A Liga da Injustiça  | A bela assassina   |                |
| 2009 | Leisure Suit Larry: Box Office Bust | Ginger Vitus (voz) |                |
| 2009 | Oy Vey! My Son Is Gay!!             | Sybil Williams     |                |
| 2010 | Barry Munday                        | Beleza Icônica     |                |
| 2011 | Loucuras de Carnaval                | Ela mesma          |                |
| 2012 | 2-Headed Shark Attack               | Anne Babish        |                |
| 2012 | The Axe Boat                        | Veronica           | Curta-metragem |
| 2014 | Lap Dance                           | Lexus              |                |
| 2014 | Dragula                             | Lisa               | Curta-metragem |
| 2014 | The Ultimate Wedding Planner        | Ela mesma          |                |
| 2015 | Chocolate City                      | DJ do clube        |                |
| 2015 | Book of Fire                        | Theodora           |                |
| 2026 | Todo Mundo em Pânico 6              |                    |                |

### Televisão
| Ano       | Título                                                     | Papel              | Notas                                               |
| --------- | ---------------------------------------------------------- | ------------------ | --------------------------------------------------- |
| 1991      | The Ryde Devine                                            | Ela mesma          | Telefilme                                           |
| 1995      | Liebe in Hollywood                                         | Ela mesma          | Documentário                                        |
| 1996      | Erotic Confessions                                         | Gerente            | Telefilme                                           |
| 1996      | Baywatch Nights                                            | Candy              |                                                     |
| 1997      | Just Shoot Me!                                             | Ela mesma          | 1 episódio                                          |
| 1997      | MADtv                                                      | Ela mesma          | 2 episódios                                         |
| 1997      | Loveline                                                   | Co-apresentadora   |                                                     |
| 1997      | All That                                                   | Sue                | 1 episódio: "Ed Gets Married"                       |
| 1997–1998 | Baywatch: S.O.S. Malibu                                    | Lani McKenzie      | Elenco regular                                      |
| 1997–1998 | Singled Out                                                | Apresentadora      |                                                     |
| 1998      | Hyperion Bay                                               | Sarah Hicks        | 8 episódios                                         |
| 1998      | Two Guys and a Girl                                        | Isabella           | 1 episódio                                          |
| 1998      | Soldier of Fortune, Inc.                                   | Tanya              | 1 episódio: "Spyder's Web"                          |
| 1999      | Malcolm & Eddie                                            | Kelly              | 1 episódio: "Won't Power"                           |
| 2000      | Electra’s Guy                                              | Ela mesma          | Telefilme                                           |
| 2000–2004 | Hollywood Squares                                          | Painelista         | 20 episódios                                        |
| 2002      | Off Centre                                                 | Ela mesma          | 1 episódio                                          |
| 2002      | BattleBots                                                 | Ela mesma          |                                                     |
| 2002      | Os Simpsons                                                | Ela mesma (voz)    | 1 episódio: "The Frying Game"                       |
| 2003      | Dance Fever                                                | Jurada             |                                                     |
| 2003      | Automotive Showcase                                        | Apresentadora      |                                                     |
| 2003      | Baywatch: Hawaiian Wedding                                 | Lani McKenzie      | Telefilme                                           |
| 2003      | O Rei do Pedaço                                            | Angela (voz)       | 1 episódio: "Boxing Luanne"                         |
| 2003      | Greetings from Tucson                                      | Rosa               | 1 episódio: "The First Time"                        |
| 2003      | Wild On!                                                   | Ela mesma          | 2 episódios                                         |
| 2004      | Til Death Do Us Part: Carmen and Dave                      | Ela mesma          | Papel principal                                     |
| 2004      | Monk                                                       | Chloe Blackburn    | 1 episódio: "Mr. Monk and the Panic Room"           |
| 2004      | Monster Island                                             | Ela mesma          | Telefilme                                           |
| 2004      | Method & Red                                               | Kerry Norris       | 1 episódio                                          |
| 2004–2005 | Manhunt: The Search for America's Most Gorgeous Male Model | Apresentadora      |                                                     |
| 2004–2005 | Tripping the Rift                                          | Six (voz)          | 13 episódios                                        |
| 2005      | Summerland                                                 | Mona               | 5 episódios                                         |
| 2005      | Naked Women's Wrestling League                             | Apresentadora      |                                                     |
| 2005      | Hope & Faith                                               | Carmen             | 1 episódio: "Carmen Get It"                         |
| 2005      | Getting Played                                             | Lauren             | Telefilme                                           |
| 2005      | Stacked                                                    | Nikki              | 1 episódio                                          |
| 2005      | American Dad!                                              | Lisa Silver (voz)  | 1 episódio: "Escape From Pearl Bailey"              |
| 2005      | House                                                      | Ela mesma          | 1 episódio: "Three Stories"                         |
| 2005      | Fat Actress                                                | Ela mesma          | 1 episódio                                          |
| 2005–2006 | Joey                                                       | Ela mesma          | 2 episódios                                         |
| 2006      | Lolo's Cafe                                                | Desejo             | Telefilme                                           |
| 2006      | The Tyra Banks Show                                        | Ela mesma          | 1 episódio                                          |
| 2007      | Phenomenon                                                 | Ela mesma          | 1 episódio                                          |
| 2008      | Hollywood Residential                                      | Ela mesma          | 1 episódio                                          |
| 2009      | Reno 911!                                                  | Miss Uecker        | 1 episódio: "VHS Transfer Memory Lane"              |
| 2009      | Keeping Up with the Kardashians                            | Ela mesma          | 1 episódio                                          |
| 2010      | The Spin Crowd                                             | Ela mesma          | 2 episódios                                         |
| 2010      | Grounded                                                   | Ela mesma          | Telefilme                                           |
| 2010      | Perfect Catch                                              | Apresentadora      |                                                     |
| 2011      | So You Think You Can Dance                                 | Jurada convidada   | Temporada 8                                         |
| 2011      | RuPaul's Drag Race                                         | Jurada convidada   | 1 episódio                                          |
| 2012      | Britain's Got Talent                                       | Jurada convidada   | Audições da Temporada 6                             |
| 2012      | Barrados no Baile – Nova Geração                           | Vesta              | 2 episódios                                         |
| 2012      | The Choice                                                 | Ela mesma          | 1 episódio                                          |
| 2013      | Suburgatory                                                | Ela mesma          | 1 episódio                                          |
| 2013      | Ridiculousness                                             | Ela mesma          | 1 episódio                                          |
| 2014      | Franklin & Bash                                            | Bridget Barnes     | 1 episódio                                          |
| 2014      | Sing Your Face Off                                         | Jurada convidada   | 1 episódio                                          |
| 2014      | The Birthday Boys                                          | Myrtle             | 1 episódio                                          |
| 2015      | Dance Moms                                                 | Ela mesma          | 2 episódios                                         |
| 2016      | Jane the Virgin                                            | Ela mesma          | 1 episódio: "Chapter Fifty-One"                     |
| 2016      | FABLife                                                    | Ela mesma          | 2 episódios                                         |
| 2016      | Ex Isle                                                    | Apresentadora      |                                                     |
| 2016      | Hollywood Medium                                           | Ela mesma          | 1 episódio                                          |
| 2017      | Worst Cooks in America                                     | Ela mesma          | Celebrity Edition 3                                 |
| 2018      | Alone Together                                             | Tia                | 1 episódio: "Flashback"                             |
| 2018      | Whose Line Is It Anyway?                                   | Ela mesma          | Convidada especial; 1 episódio                      |
| 2020      | The Last Dance                                             | Ela mesma          | 1 episódio                                          |
| 2021      | Hell's Kitchen                                             | Ela mesma          | Jantar de convidados; Episódio: "Hell Hath No Fury" |
| 2021      | The Celebrity Dating Game                                  | Ela mesma          | 1 episódio                                          |
| 2022      | Domino Masters                                             | Anfitriã Convidada | 1 episódio                                          |

### Video games
| Ano  | Titulo                | Papel     | Notas  |
| ---- | --------------------- | --------- | ------ |
| 2004 | ESPN NFL 2K5          | Ela mesma | [ 51 ] |
| 2004 | Def Jam: Fight for NY | Ela mesma | [ 51 ] |

### Videoclipes
| Ano  | Título                                          | Artista            |
| ---- | ----------------------------------------------- | ------------------ |
| 1999 | "The Inevitable Return of the Great White Dope" | Bloodhound Gang    |
| 2000 | "No Matter What They Say"                       | Lil' Kim           |
| 2001 | "Girls, Girls, Girls"                           | Jay-Z              |
| 2006 | "ACDC"                                          | Joan Jett          |
| 2009 | "LA Girls"                                      | Mams Taylor        |
| 2009 | "Hush Hush; Hush Hush"                          | The Pussycat Dolls |
| 2010 | "No Love"                                       | Filter             |
| 2015 | "Thoughts"                                      | Black Lodge        |

## Discografia
Albums
- Carmen Electra (1993)

Singles
- "Go Go Dancer" (1992)
- "Everybody Get on Up" (1993)
- "Fantasia Erotica" (1993)
- "Fun" (1998)
- "I Like It Loud" (2012)
- "Bigger Dick" (featuring Mams Taylor) (2013)
- "WERQ" (2014)
- "Around the World" (2014)